# Stazione di Himeji-Bessho
La stazione di Himeji-Bessho (ひめじ別所駅?, Himeji-Bessho-eki) è una stazione ferroviaria della città di Himeji, nella prefettura di Hyōgo in Giappone. Si trova sulla linea JR Kōbe, sezione della linea principale Sanyō, ed è servita dai treni locali e rapidi.

## Linee

### Treni
- JR West
  - ■ Linea JR Kōbe (Linea principale Sanyō)

## Caratteristiche
La stazione ha due marciapiedi a isola con due binari in superficie.
| 1 | ■ Linea JR Kōbe |  | per Nishi-Akashi, Sannomiya, Ōsaka e Kyoto |
| 2 | ■ Linea JR Kōbe |  | per Himeji e Aioi                          |

## Stazioni adiacenti
| «                                   | Servizio      | »             |
| Linea JR Kōbe                       | Linea JR Kōbe | Linea JR Kōbe |
| ----------------------------------- | ------------- | ------------- |
| Sone                                | Locale Rapido | Gochaku       |
| I treni Rapidi speciali non fermano |               |               |